# Kapitalwert
Der Kapitalwert (englisch net present value (NPV); auch: Nettobarwert) ist eine betriebswirtschaftliche Kennzahl der dynamischen Investitionsrechnung und wird zur Beurteilung der Wirtschaftlichkeit von Investitionen ermittelt. Der Kapitalwert ist der Barwert aller mit der Investition verbundenen Ein- und Auszahlungen über den zu erwartenden Nutzungszeitraum der Investition. Die Investition ist wirtschaftlich, wenn dieser Barwert positiv ist.
Auszahlungen resultieren dabei typischerweise aus Investitionsausgaben und sind daher am Anfang des betrachteten Zeitraums fällig. Nettoeinzahlungen resultieren aus den von der Investition erwarteten zusätzlichen Erlösen, sind typischerweise erst zu einem späteren Zeitpunkt zu erwarten und werden somit stärker diskontiert.
Durch die Abzinsung zukünftiger Zahlungen wird der Zeitwert des Geldes berücksichtigt. Dadurch können auch Zahlungen vergleichbar gemacht werden, die zu unterschiedlichen Zeitpunkten anfallen, und sogar Investitionen mit unterschiedlichen Investitionsvolumina und Amortisationszeiträumen verglichen werden.
Der Kapitalwert ist ein außerordentlich verbreitetes Verfahren, das schon seit mehreren Jahrhunderten verwendet wird. Basierend auf Überlegungen von Gottfried Wilhelm Leibniz zur Methodik des Diskontierens im Jahr 1682 wird die erste industrielle Investitionsrechnung, die prinzipiell dem Kapitalwert entspricht, auf das Jahr 1822 datiert.
Mithilfe von Kapitalwerten werden regelmäßig die aktuellen Werte von Sachanlagen (Grundstücken, Gebäuden, Maschinen etc.), Finanzanlagen (Aktien, Anleihen, Beteiligungen etc.) oder gar von ganzen Unternehmen ermittelt.

## Eingangsgrößen

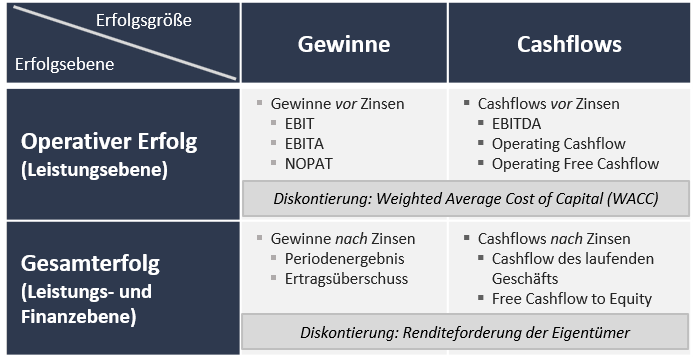
Erfolgsgrößen bei der Ermittlung von Kapitalwerten

Der Kapitalwert wird in Theorie durch die Kapitalisierung (Abzinsung) von Ein- und Auszahlungen (Cashflows) ermittelt.
In Fällen wie bei der Produktion von Massengütern und im Handel steht die Höhe der zu tätigenden Investitionen in der Regel fest, die damit verbundenen Auszahlungen sind somit bekannt. Zukünftige laufende Kosten und gegenzurechnende Erlöse und damit verbundene Nettoeinzahlungen basieren dabei in der Regel auf Prognosen. Im Festpreisgeschäft wie in der Immobilienentwicklung und im Anlagenbau ist es umgekehrt. Die Höhe und der Zeitpunkt der Einnahmen sind vertraglich festgelegt. Die eigenen Aufwände basieren dagegen auf Prognosen und sind Risiken unterworfen. In beiden Fällen wird oftmals auf Plandaten aus Controlling und Rechnungswesen zurückgegriffen.

### Zahlungsflüsse
Zahlungen spiegeln die Wertschaffung des betrachteten Vermögens realistischer wider als buchhalterisch erfasste Aufwände und Erträge. Buchhalterische Größen werden über Abgrenzungen der Periode der Leistungserbringung zugeordnet. Die für die Verzinsung relevanten tatsächlichen Zahlungszeitpunkte gehen somit verloren. Weiterhin können Spielräume bei der Bilanzierung (z. B. bei Berechnungen der Abschreibungen, Bemessung der Rückstellungen etc.) zu erheblichen Abweichungen von der tatsächlichen Zahlungshöhe führen.
Investitionsrechnungen, die auf solchen buchhalterischen Größen basieren, sind Näherungsrechnungen. Wird das Investitionsvorhaben eigenständig bilanziert, kann das operative Ergebnis (EBIT) als Approximation für die Netto-Zahlungsflüsse aus der Investition verwendet werden. Es handelt sich hierbei um Erfolgsgrößen vor Zinszahlungen (genauer vor Finanzergebnissen). Die Betrachtung des operativen Ergebnisses hat den Vorteil, dass sich die zukünftigen Erfolge schlüssig aus einer Analyse von Markt, Unternehmen und Wettbewerb prognostizieren lassen.

### Zinssatz
Die Verzinsung des gebundenen Kapitals wird im Kapitalwertmodell
- ausschließlich und unabhängig von der tatsächlichen Finanzierungsart
- in einem einzigen Kalkulationszinssatz berücksichtigt.[2]

In dem Kalkulationszinssatz ist – quasi global – die Finanzierung der Investitionsmaßnahme berücksichtigt. Dies vereinfacht die Betrachtung erheblich, setzt jedoch den vollkommenen Kapitalmarkt voraus.
Mit der Abgrenzung der Erfolgsgröße korrespondiert die Auswahl des geeigneten Diskontierungszinses. Operative Ergebnisse bzw. operative Cashflows schaffen Werte für alle Kapitalgeber (Eigentümer und Fremdkapitalgeber) und müssen demzufolge mit der Renditeforderung aller Kapitalgeber abgezinst werden. Diesen Mischzinsfuß bezeichnet man auch als Weighted Average Cost of Capital (WACC).
Werden dagegen Erfolgsgrößen nach Zinszahlungen betrachtet (die Ansprüche der Fremdkapitalgeber sind dann schon abgegolten), müssen die zukünftigen Erfolge nur noch mit der Renditeforderung der Eigentümer abgezinst werden. Die Bestimmung der Renditeforderungen der Eigenkapitalgeber fußt in der Regel auf kapitalmarkttheoretischen Modellen, zumeist wird auf das Capital Asset Pricing Model (CAPM) zurückgegriffen.

### Amortisationszeitraum
Der Kapitalwert hängt von der erwarteten Nutzungsdauer der Investition ab. Je länger die Nutzungsdauer, desto höher typischerweise der Kapitalwert.

## Berechnung
Für eine Beurteilung, ob sich eine Investition in die oben genannten Vermögensgegenstände lohnt, muss der Barwert der zukünftigen Rückflüsse der zu Beginn erforderlichen Investitionsauszahlung gegenübergestellt werden. Der Kapitalwert einer Investition entspricht dann der Summe der Barwerte aller mit der Investition verbundenen Zahlungen (Ein- und Auszahlungen). Bei den Investitionsauszahlungen handelt es sich häufig um aktuelle Marktpreise.

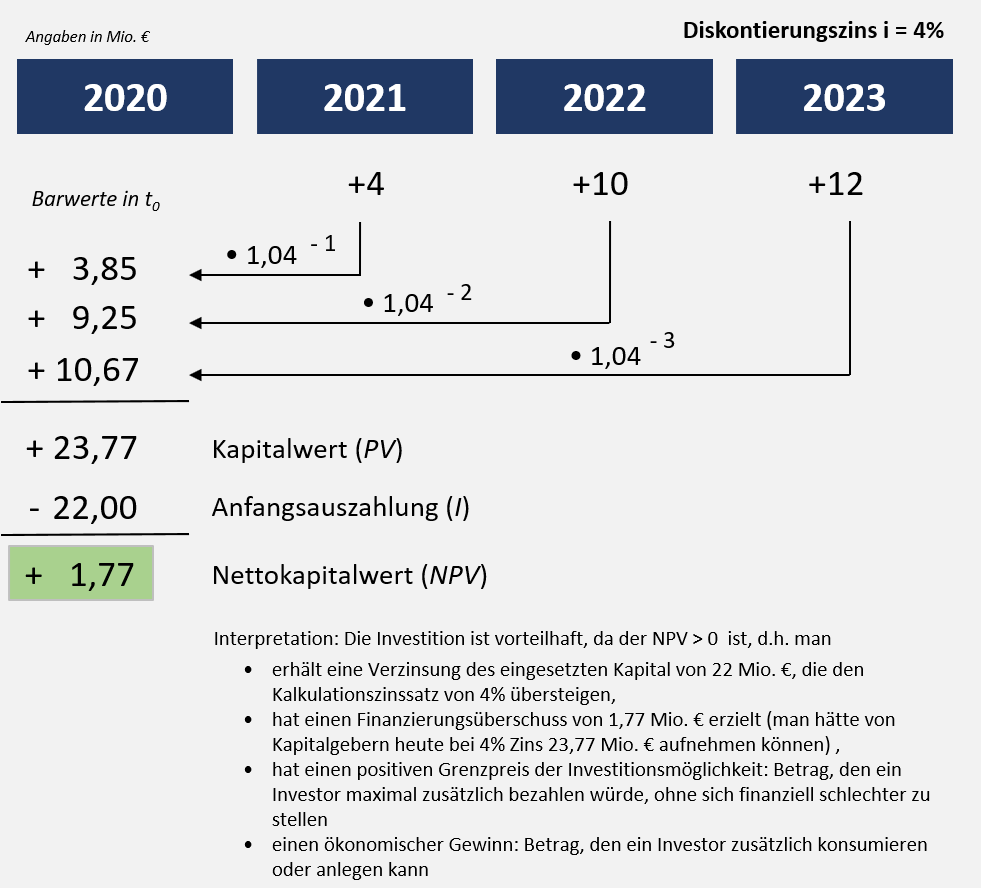
Berechnung von (Netto-)Kapitalwerten

Beispiele: Der Kapitalwert von Unternehmen ergibt sich aus den abgezinsten/kapitalisierten Free Cashflows des Unternehmens. Der Kauf des ganzen Unternehmens lohnt sich, falls der Kapitalwert den aktuellen Börsenpreis (Enterprise Value) übersteigt. Den Wert einer Anleihe berechnet sich aus dem Kapitalwert aller in der Zukunft erwarteten Zahlungen (also Kuponzahlungen und Nennwertrückzahlung). Investitionen in eine Anleihe sind sinnvoll, falls der Kapitalwert den aktuell geforderten Preis an der Börse übersteigt. Der Wert von Immobilien errechnet sich aus den abgezinsten zukünftigen Erträgen aus der Immobilie. Eine Investition in die Immobilie würde sich lohnen, wenn ein Kaufpreis ausgehandelt werden kann, der unterhalb des Kapitalwertes der Immobilie liegt.

### Allgemeine Formel
Die Kapitalwertmethode (auch NPV-Methode bzw. Net-Present-Value-Methode oder NGW-Methode) erlaubt bei Unternehmen die Beurteilung von Erweiterungsinvestitionen und die Bestimmung des optimalen Ersatzzeitpunktes.
Der Kapitalwert einer Investition berechnet sich formal wie folgt:
{\displaystyle C_{0}(i)=-I+\sum _{t=1}^{T}{\frac {R_{t}}{\left(1+i\right)^{t}}}+L\cdot \left(1+i\right)^{-T}=\sum _{t=0}^{T}\left(1+i\right)^{-t}\cdot R'_{t}}
mit
{\displaystyle C_{0}}: Kapitalwert bezogen auf den Zeitpunkt {\displaystyle t=0}
{\displaystyle i}: Kalkulationszinssatz
{\displaystyle R_{t}}: Rückfluss (Cashflow) in Periode {\displaystyle t}, wobei {\displaystyle R_{t}=E_{t}-A_{t}} (Einzahlungen − Auszahlungen in Periode {\displaystyle t}) darstellt, bzw. {\displaystyle R'_{t}} ganz allgemein für einen Zahlungsvektor steht.
{\displaystyle I}: Investitionsauszahlung zum Zeitpunkt {\displaystyle t=0}
{\displaystyle L}: Liquidationserlös/Resterlös zum Zeitpunkt {\displaystyle t=T} (es gilt {\displaystyle R'_{T}=R_{T}+L})
{\displaystyle T}: Amortisationszeitraum (in Perioden)
Anmerkung: Bei den Liquidationserlösen wird nicht der Buchwert (Abschreibungen), sondern der erwartete Verkaufserlös zur Berechnung herangezogen.
Bei dieser Berechnung mit einem einheitlichen Kalkulationszinssatz {\displaystyle i} wird angenommen, dass der Soll- und Habenzins für alle zukünftigen Ein- und Auszahlungen identisch ist. Dies lässt sich nur unter den Annahmen eines vollkommenen Kapitalmarktes rechtfertigen. Darüber hinaus unterstellt der einheitliche Kalkulationszinssatz {\displaystyle i}, dass der Zinssatz in allen zukünftigen Perioden {\displaystyle t=1,\ldots ,T} bzw. für alle Laufzeiten gleich ist. Die ist nur bei der flachen Zinsstruktur gegeben.
Bei unterschiedlichen Zinsfaktoren in den verschiedenen Perioden errechnet sich der Kapitalwert wie folgt:
{\displaystyle C_{0}=-I+{\frac {R_{1}}{q_{1}}}+{\frac {R_{2}}{q_{1}\cdot q_{2}}}+{\frac {R_{3}}{q_{1}\cdot q_{2}\cdot q_{3}}}+\ldots +{\frac {R_{T}}{q_{1}\cdot q_{2}\cdot q_{3}\cdot \ldots \cdot q_{T}}}=-I+\sum \limits _{t=1}^{T}\cdot {\frac {R_{t}}{\prod \limits _{s=1}^{t}q_{s}}}}
mit
{\displaystyle R_{t}}: Rückfluss in Periode {\displaystyle t}
{\displaystyle q_{t}}: Zinsfaktor der Periode {\displaystyle t} mit {\displaystyle q_{t}=1+i_{t}}

### Vereinfachung bei gleichen Zahlungen
Fallen während einer begrenzter Nutzungsdauer T pro Periode stets gleiche Zahlungen an, kann der Kapitalwert auch einfach mithilfe der Rentenbarwertformel ermittelt werden:
{\displaystyle C_{0}=-I+R\cdot {\frac {\left(1+i\right)^{T}-1}{\left(1+i\right)^{T}\cdot i}}+L\cdot \left(1+i\right)^{-T}}
mit
{\displaystyle R}: Gleichbleibender Rückfluss in jeder Periode
Gleichbleibende Zahlungen findet man häufig bei festverzinslichem Fremdkapital. Die Berechnung eines Kapitalwertes mit Hilfe der Rentenbarwertformel findet deshalb insbesondere Berücksichtigung bei der Bewertung von Fremdkapital. Dazu gehören auch börsennotierte Anleihen.
Bei gleichen Zahlungen und einer unendlichen Laufzeit T→∞ konvergiert der Rentenbarwertfaktor gegen {\displaystyle 1/i} bzw. der Kapitalwert gegen eine ewige Rente. Der Kapitalwert kann in diesem Fall auch einfach berechnet werden durch:
{\displaystyle C_{0}=-I+{\frac {R}{i}}}
Man beachte, dass bei einer unendlichen Laufzeit kein Liquidationserlös anfallen kann. Eine unendliche Laufzeit unterstellt man regelmäßig bei der Bewertung von Unternehmen und Aktien. Das Dividend Discount Model zur Aktienbewertung basiert auf der Anwendung der Formel für die ewige Rente.

### Vereinfachung bei gleichmäßig wachsenden Zahlungen
Die Annahme von gleichbleibenden Zahlungen über eine unendliche Laufzeit T→∞ erweist sich bei vielen Anwendungen als unrealistisch. Viele Größen in der Volkswirtschaft, so auch die Cashflows von Unternehmen, wachsen im Zeitablauf. Unterstellt man ein gleichbleibendes Cashflow-Wachstum mit einer jährlichen Wachstumsrate {\displaystyle g}, so lässt sich der Kapitalwert auch folgendermaßen ermitteln:
{\displaystyle C_{0}=-I+{\frac {R_{0}(1+g)}{i-g}}}
Eine unendliche Laufzeit mit konstant wachsenden Cashflows unterstellt man regelmäßig bei der Bewertung von Unternehmen und Aktien. Das Discounted Cashflow Modell zur Unternehmensbewertung basiert auf der Anwendung dieser Barwertformel.

### Betrachtungen in stetiger Zeit
Bei abstrakten, volkswirtschaftlichen Betrachtungen werden Kapitalwerte häufig auch in stetiger Zeit analysiert. Die zeitdiskrete Formel des Kapitalwerts
{\displaystyle \mathrm {C_{0}} (i)=\sum _{t=0}^{N}{\frac {R_{t}}{(1+i)^{t}}}}
lässt sich ebenfalls in einer kontinuierlichen Form darstellen
{\displaystyle \mathrm {C_{0}} (i)=\int _{t=0}^{\infty }(1+i)^{-t}\cdot z(t)\,\mathrm {d} t}.
Hierbei ist {\displaystyle z(t)} die Flussrate der Ein- und Auszahlungen in Geld pro Zeit, mit Zahlungsstrom {\displaystyle z(t)=0}, wenn die Investition beendet ist.
Der Kapitalwert kann auch als Laplace- bzw. z-transformierte des Zahlungsstroms mit dem Integraloperator inklusive der komplexen Zahl {\displaystyle s} (entspricht in etwa dem Zinssatz {\displaystyle i} bzw. genauer {\displaystyle s=\ln(1+i)}) aus dem reellen Zahlenraum angesehen werden. Hieraus ergeben sich bekannte Vereinfachungen aus Kybernetik, Systemtheorie bzw. Regelungstechnik. Imaginäre Anteile der komplexen Zahl s beschreiben hierbei die Schwingungsneigung (vgl. mit dem Schweinezyklus und der Phasenverschiebung von Preis und Angebot sowie dem erläuternden Spinnwebtheorem), reale den Zinseszinseffekt (vgl. mit der Dämpfung).
{\displaystyle F(s)={\mathcal {L}}\left\{f(t)\right\}=\int _{0}^{\infty }e^{-st}f(t)\,\mathrm {d} t}.

## Beispielrechnung
Die oben stehende Formel und deren Interpretation erläutert das folgende Beispiel:
Eine Investition mit einer Auszahlung in Höhe von 1.000,00 € erwirtschaftet über einen Zeitraum von vier Jahren jährliche Rückflüsse in Höhe von 330,00 €. Der Zinssatz beträgt 8 % p. a. Der Kapitalwert dieser Investition resultiert aus der Kapitalwertformel mit:
{\displaystyle {\begin{aligned}C_{0}&=-1.000{,}00\,\mathrm {\euro} +\sum _{t=1}^{4}330{,}00\,\mathrm {\euro} \cdot 1{,}08^{-t}\\&=-1.000{,}00\,\mathrm {\euro} +330{,}00\,\mathrm {\euro} \cdot {\dfrac {1{,}08^{4}-1}{1{,}08^{4}\cdot 0{,}08}}\\&=93{,}00\mathrm {\euro} \end{aligned}}}
Zur Erläuterung wird die Verzinsung, Bindung und Freisetzung des investierten Kapitals für diese Investition in anderer Form dargestellt. Hintergrund dabei ist, dass das in der Investitionsmaßnahme gebundene Kapital zu verzinsen ist. Die jährlichen Rückflüsse (als Differenz der Ein- und Auszahlungen) dienen:
1. zur Verzinsung des gebundenen Kapitals sowie
2. der Rückzahlung der Investitionssumme.

Der am Laufzeitende resultierende Betrag wird als Endwert {\displaystyle EW_{T}} bezeichnet. Für obiges Beispiel ergibt sich folgende Darstellung:
| t | Kapitalbindung: {\displaystyle KB_{t}} | Rückfluss: {\displaystyle R_{t}}                | Zinsen: {\displaystyle Z_{t}=KB_{t-1}\cdot i} | Kapitalfreisetzung: {\displaystyle F_{t}=R_{t}-Z_{t}} |
| - | -------------------------------------- | ----------------------------------------------- | --------------------------------------------- | ----------------------------------------------------- |
| 0 | 1.000,00                               | 0,00                                            | 0,00                                          | 0,00                                                  |
| 1 | 750,00                                 | 330,00                                          | 80,00                                         | 250,00                                                |
| 2 | 480,00                                 | 330,00                                          | 60,00                                         | 270,00                                                |
| 3 | 188,40                                 | 330,00                                          | 38,40                                         | 291,60                                                |
| 4 | −126,53                                | 330,00                                          | 15,07                                         | 314,93                                                |
|   |                                        | {\displaystyle \sum _{t=1}^{4}R_{t}=1.320{,}00} | {\displaystyle \sum _{t=1}^{4}Z_{t}=193{,}47} | {\displaystyle \sum _{t=1}^{4}F_{t}=1.126{,}53}       |

Am Ende der Nutzungsdauer der Investition ergibt sich folgendes Ergebnis:
| Summe der Rückflüsse:                | 1.320,00   |
| - Freisetzung der Investitionssumme: | - 1.000,00 |
| - Zinsen auf das gebundene Kapital:  | - 193,47   |
| = Ergebnis der Investition:          | = 126,53   |

Dies ist der Endwert der Maßnahme am Ende der Laufzeit {\displaystyle EW_{T}}. Wird dieser Endwert auf den Zeitpunkt t=0 diskontiert, ergibt sich der bereits ermittelte Kapitalwert:
{\displaystyle C_{0}=EW_{T}\cdot q^{-T}=126{,}53\,\mathrm {\euro} \cdot q^{-4}=93{,}00\,\mathrm {\euro} }
Die Zinsen für die Kapitalnutzung umfassen sowohl effektive Zahlungen für Fremdkapital, als auch Komponenten für Eigenkapital. Investiertes Kapital muss in jedem Fall verzinst und freigesetzt werden. Aufgrund der komprimierten Darstellung in der obigen Formel tritt dieser Zusammenhang zwischen Investition und Finanzierung des Objektes in den Hintergrund. Am Beispiel wird folgendes deutlich: Der Kapitalwert ist der auf den Zeitpunkt t=0 diskontierte Endwert. Der Kapitalwert stellt denjenigen (auf t=0 diskontierten) Betrag dar, der nach Abzug sämtlicher operativer Auszahlungen, nach Rückzahlung der Investitionssumme und nach Abzug der Entgelte (Zinsen) für die Kapitalüberlassung verbleibt. Die obige tabellarische Darstellung zeigt die Parallelen zum vollständigen Finanzplan. Es wird ersichtlich, dass die Kapitalwertmethode eine verkürzte bzw. stark vereinfachte Form eines vollständigen Finanzplanes ist. Eine solche Vereinfachung ist nur möglich, wenn die Annahme des vollkommenen Kapitalmarktes verwendet wird.
Der Kapitalwert ist die auf den Zeitpunkt t=0 diskontierte, Differenz zwischen sämtlichen Einzahlungen aus der Nutzung des Objektes und:
- den Auszahlungen für den Betrieb des Objektes,
- Rückzahlung der Investitionssumme sowie
- den Zinsauszahlungen für die Kapitalnutzung (bzw. Zinseinzahlungen für die Kapitalanlage).
Dies verdeutlicht, dass der Kapitalwert die – auf t=0 diskontierte – Eigenkapitaländerung darstellt, die mit der Investition erwirtschaftet wird. Wenn über die Erwirtschaftung sämtlicher Auszahlungen für den Anlagebetrieb, über die Rückzahlung der Investitionssumme und über das Nutzungsentgelt des Kapitals hinaus ein Betrag übrig bleibt, erfolgt eine Erhöhung des Eigenkapitals bzw. des Reinvermögens. Wenn diese Differenz negativ ist, wird Eigenkapital vernichtet. Endwert und Kapitalwert stellen die Eigenkapitalveränderung dar, die mit einer Investition erwirtschaftet wird und sind deshalb genuine Residualgrößen. Beide Größen – End- und Kapitalwert – sind quasi das Urmeter für die Verfahren der wertorientierten Steuerung.
Folgende Konstellationen werden unterschieden:
- Kapitalwert = 0: Der Investor erhält sein eingesetztes Kapital zurück und kann die Zinsen auf das während der Laufzeit gebundene Kapital bedienen. Die Investition hat keinen Vorteil gegenüber der Anlage am Kapitalmarkt zum gleichen (risikoäquivalenten) Zinssatz.

- Kapitalwert > 0: Der Investor erhält sein eingesetztes Kapital zurück und erzielt nach Berücksichtigung der sämtlichen anderen Kosten, inkl. der zu zahlenden Zinsen, einen Überschuss.

- Kapitalwert < 0: Die Investition kann eine Verzinsung des eingesetzten Kapitals zum Kalkulationszinssatz nicht gewährleisten.

Werden mehrere sich gegenseitig ausschließende Investitionsalternativen verglichen, so ist die mit dem größten Kapitalwert die relativ vorteilhafteste. Weiterhin ist es möglich, die Kapitalwerte verschiedener sich nicht gegenseitig ausschließender Investitionen mit unterschiedlichen Kalkulationszinssätzen aufzusummieren, da es sich um ein ordnungstreues, additives, intertemporales Präferenzfunktional handelt.

## Kritik

### Vorteile
Es handelt sich um ein rechnerisch einfaches Verfahren, das eine leichte Interpretation ermöglicht, da der Kapitalwert in Geldeinheiten ausgedrückt wird (absolutes Ergebnis). Es ist weiterhin möglich, zinsstrukturkonforme Berechnungen durchzuführen, da der Kalkulationszinssatz in jeder Periode angepasst werden kann. Zusätzlich kommen bei der Kapitalwertmethode die Vorteile der dynamischen Rechnung (Beachtung des zeitlichen Anfalls der Zahlungen) gegenüber der statischen Rechnung zum Tragen.

### Nachteile
Problematisch beim Einsatz der Kapitalwertmethode, wie auch allen anderen Discounted-Cash-Flow-Verfahren, sind die Annahme des vollkommenen Kapitalmarktes, insbesondere die Annahme der Gleichheit von Soll- und Habenzinssatz, der auf subjektiven Annahmen basierende Kalkulationszinssatz und die Höhe der zukünftigen Zahlungsströme. Aufgrund der einfachen Berechnung und Interpretierbarkeit besteht die Gefahr, die Ergebnisse unkommentiert zu verwenden. Es ist daher wichtig, dass die getroffenen Annahmen, vor allem über die Höhe der Risikoprämie des Kalkulationszinssatzes und der künftigen Cashflows, genannt und begründet werden.

## Belege
1. ↑  Zu einer Darstellung der historischen Entwicklung des Kapitalwertes vgl. Dieter Schneider (1981): Geschichte betriebswirtschaftlicher Theorie: Allgemeine Betriebswirtschaftslehre für das Hauptstudium. München u. a.: Oldenbourg, S. 334–339; Dieter Schneider (2001): Betriebswirtschaftslehre. Bd. 4: Geschichte und Methoden der Wirtschaftswissenschaft. München u. a.: Oldenbourg, S. 782–793.
2. ↑   Walther Busse von Colbe, Gert Laßmann (1990): Betriebswirtschaftstheorie. Bd. 3: Investitionstheorie. 3. Aufl., Berlin u. a.: Springer. S. 49.
3. ↑  Ulrich Pape (2024): Kapitalwert. In: https://wirtschaftslexikon.gabler.de. Abgerufen am 23. Januar 2024.
4. ↑  Robert W. Grubbström: On the Application of the Laplace Transform to Certain Economic Problems. In: Management Science. 13. Jahrgang, 1967, S. 558–567, doi:10.1287/mnsc.13.7.558 (englisch).
5. ↑  Steven Buser: LaPlace Transforms as Present Value Rules: A Note (PDF; 156 kB), The Journal of Finance, Vol. 41, No. 1, March, 1986, pp. 243–247.
6. ↑  David Müller: Investitionscontrolling 1: Investitionscontrolling und Investitionstheorie . 3. Aufl. Springer Gabler, Wiesbaden 2022, ISBN 978-3-658-36592-9. S. 236–237.
7. ↑  David Müller: Investitionscontrolling 1: Investitionscontrolling und Investitionstheorie . 3. Aufl. Springer Gabler, Wiesbaden 2022, ISBN 978-3-658-36592-9. S. 237.
8. ↑  Lutz Kruschwitz, Daniela Lorenz (2019): Investitionsrechnung. 15. Aufl., München: De Gruyter Oldenbourg. S, 38–44; David Müller: Investitionscontrolling 1: Investitionscontrolling und Investitionstheorie . 3. Aufl. Springer Gabler, Wiesbaden 2022, ISBN 978-3-658-36592-9. S. 247.
9. ↑  David Müller: Investitionscontrolling 1: Investitionscontrolling und Investitionstheorie . 3. Aufl. Springer Gabler, Wiesbaden 2022, ISBN 978-3-658-36592-9. S. 429.
10. ↑  Michael Bitz, Jürgen Ewert, Udo Terstege (2018): Investition: Multimediale Einführung in finanzmathematische
Entscheidungskonzepte. 3. Aufl., Wiesbaden: Springer Gabler. S. 69–74.
11. ↑  David Müller: Investitionscontrolling 1: Investitionscontrolling und Investitionstheorie . 3. Aufl. Springer Gabler, Wiesbaden 2022, ISBN 978-3-658-36592-9. S. 248.